# Doświadczenie Younga

Ilustracja doświadczenia Younga

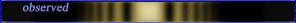
Obraz interferencyjny widoczny na ekranie

Doświadczenie Younga – eksperyment polegający na przepuszczeniu światła spójnego przez dwie blisko siebie położone szczeliny i obserwacji obrazu powstającego na ekranie. Wskutek interferencji na ekranie powstają jasne i ciemne prążki w obszarach, w których światło jest wygaszane lub wzmacniane.

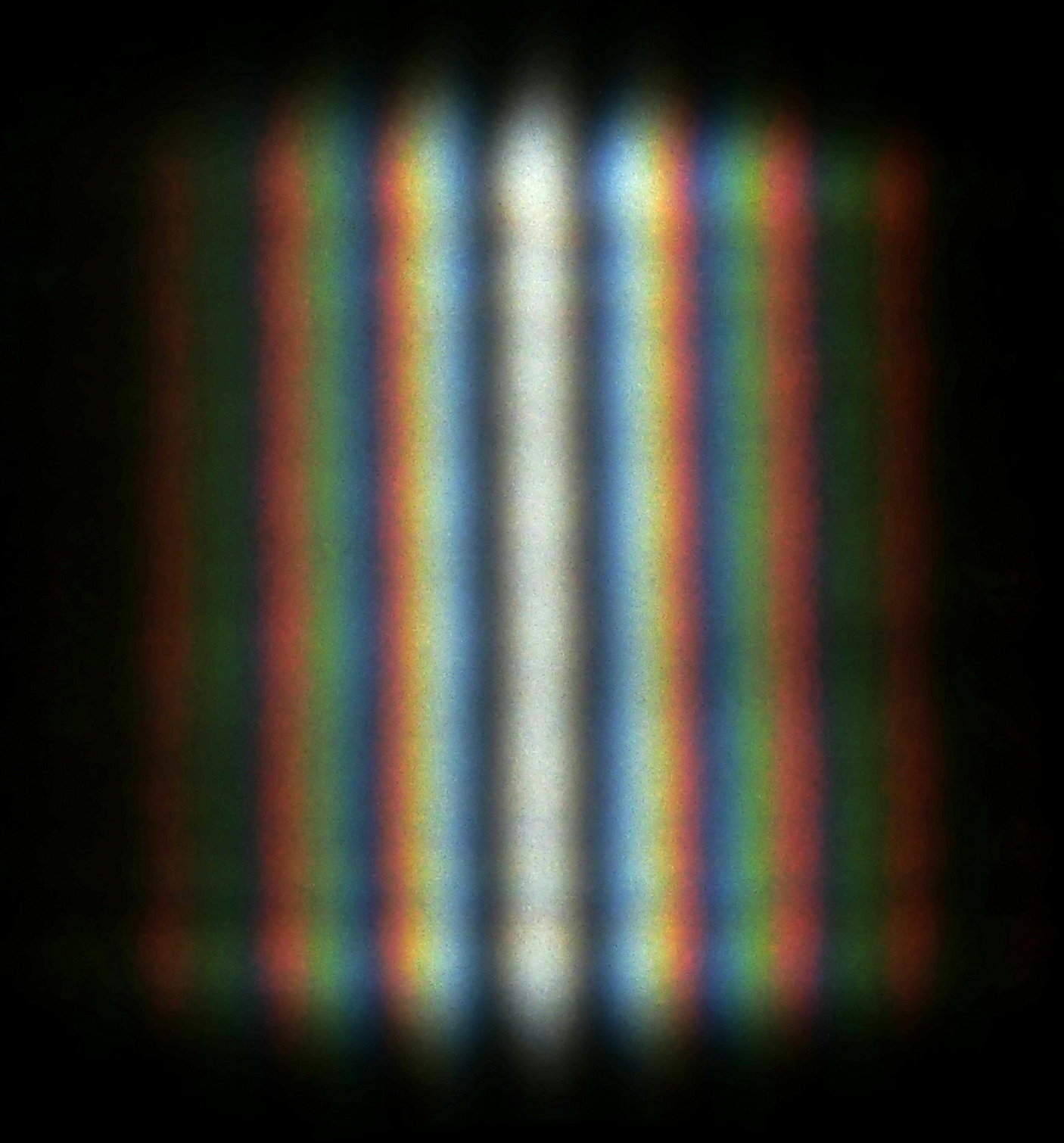
Obraz interferencji światła słonecznego na podwójnej szczelinie, na ok. 1 cm długiej i rozstawie ok. 0,5 mm. Na górze i na dole prążków widać zauważalną zmianę jasności wynikającą z dodatkowej interferencji na początku i końcu szczelin.

Warunek powstania maksimum:
{\displaystyle d\sin \alpha _{k}=k\lambda \qquad k\in \mathbb {Z} ,\ k\in \left(-{\frac {d}{\lambda }},{\frac {d}{\lambda }}\right).}
Warunek powstania minimum:
{\displaystyle d\sin \alpha _{k}=\left({\frac {2k+1}{2}}\right)\lambda \qquad k\in \mathbb {Z} ,\ k\in \left(-{\frac {2d-\lambda }{2\lambda }},{\frac {2d-\lambda }{2\lambda }}\right),}
gdzie:
{\displaystyle k} – rząd prążka (dla {\displaystyle k=0} powstaje najjaśniejszy prążek centralny),
{\displaystyle d} – odległość między szczelinami,
{\displaystyle \lambda } – długość fali padającego światła,
{\displaystyle \alpha _{k}} – kąt pod jakim tworzy się k-te maksimum lub minimum i może być widoczne na ekranie (względem prostej przechodzącej przez środek odległości między szczelinami w kierunku padającego na nie promienia światła);
Eksperyment potwierdził falową naturę światła i stanowił poważny argument przeciwko korpuskularnej koncepcji światła, której zwolennikiem był Isaac Newton. Po raz pierwszy eksperyment ten wykonał w pierwszych latach XIX w. fizyk angielski Thomas Young.
Bardziej widowiskowy i łatwiejszy sposób wykonania tego doświadczenia polega na użyciu siatki dyfrakcyjnej, czyli płytki ze szkła, na której gęsto zarysowane są rysy pełniące rolę przesłon pomiędzy szczelinami. Obraz interferencyjny widoczny w tym przypadku na ekranie jest znacznie wyraźniejszy i jaśniejszy niż przy użyciu jedynie dwóch szczelin.
Thomasa Younga zainspirowały obserwacje fal na wodzie pochodzących z dwóch różnych źródeł – ich wzajemne wzmacnianie się i osłabianie. Chcąc wykonać podobny eksperyment z użyciem światła, użył nieprzezroczystego materiału (papieru) o niewielkiej grubości. Do uzyskania spójnego światła Young przepuścił światło słoneczne najpierw przez pojedynczy mały otwór. Światło to, zgodnie z zasadą Huygensa rozchodziło się w postaci fali kulistej, a następnie docierało do kawałka papieru, który dzielił je na dwa promienie. Różnica faz promieni dochodzących do obu szczelin była cały czas jednakowa dla danej częstotliwości, a zatem były to fale spójne. Po przejściu po obu stronach papieru, promienie rozprzestrzeniały się (znów zgodnie z zasadą Huygensa) i oświetlały ekran tworząc na nim kolorowe prążki interferencyjne.

## Mechanika kwantowa
Doświadczenie w swojej pierwotnej formie nie budziło wielkich kontrowersji w świecie fizyki, jednak późniejsze jego modyfikacje i interpretacja w świetle mechaniki kwantowej postawiły przed fizykami znaki zapytania. Okazało się bowiem, że nawet pojedyncze fotony przechodzące przez szczeliny, tworzyły za szczelinami na światłoczułym materiale wzór interferencyjny. Typowo falowe zjawisko interferencji światła w połączeniu z jego kwantową naturą stało się przyczynkiem do zrozumienia podstaw mechaniki kwantowej – zasady nieoznaczoności i dualizmu korpuskularno-falowego.
W kwantowo-mechanicznym podejściu efekt interferencji spowodowany jest nakładaniem się funkcji falowej opisującej stan fotonu.

## Wyprowadzenie wzoru

Drugi promień pokonuje dodatkowo drogę BC

Od punktów A i C oba promienie mają do pokonania taką samą drogę. Zatem różnica dróg dla obu promieni jest równa BC = {\displaystyle \Delta .} Z prostokątnego trójkąta ABC można wyznaczyć {\displaystyle \Delta }
{\displaystyle {\frac {\Delta }{d}}=\sin \alpha \qquad \Delta =d\sin \alpha .}
Wzmocnienie nastąpi, gdy {\displaystyle \Delta } będzie równa całkowitej wielokrotności długości fali {\displaystyle \lambda }
{\displaystyle k\lambda =d\sin \alpha _{\operatorname {k} }.}
Wzór ten oznacza, że promienie biegnące pod kątem {\displaystyle \alpha _{\operatorname {k} }} utworzą na ekranie jasny prążek. Liczba k jest rzędem widma.